# Haven van Luik
De Haven van Luik (officieel Port autonome de Liège) is een Belgische binnenhaven die in 1937 werd aangelegd in de Luikse regio, aan de Maas en het Albertkanaal, en grotendeels op het eilandje Monsin. Het is de grootste Belgische binnenhaven, en de derde grootste van Europa, na Duisburg en Parijs. Er is toegang voor schepen van meer dan 9.000 ton (klasse VI). 
De haven is centraal gelegen in één van Europa's grootste industriële regio’s, waartoe ook het industriebekken van Noordrijn-Westfalen behoort. Er bestaan rechtstreekse verbindingen met de haven van Antwerpen via het Albertkanaal, met de Haven van Rotterdam via het Julianakanaal, en via binnenwateren met de haven van Duinkerke en zelfs naar Oost-Europese landen via het Main-Donaukanaal. 

## Structuur
De haven is in totaal 370 hectare groot. Het belangrijkste onderdeel is het multimodale Liège Trilogiport (120 ha), bestaande uit een containerterminal, een logistieke zone en een milieu-integratiezone. Het havenbedrijf beheert echter in totaal 32 havengebieden met een oppervlakte van ongeveer 370 ha, en 26 km kaaien tussen Ternaaien en Statte (Hoei), over een totale oeverlengte van ongeveer 50 km langs de Maas en het Albertkanaal. In de provincie Luik zijn twaalf gemeenten betrokken bij de activiteiten die verband houden met de Luikse Havenautoriteit. 

## Economie en werkgelegenheid
De vrachttrafiek bedroeg 21 miljoen ton in 2019. In totaal genereren de havenactiviteiten bijna 20.000 banen in de regio, waarvan ongeveer de helft in de haven zelf. 

## Organisatie
De Port autonome de Liège (PAL) bestaat sedert 1 januari 1968 als openbare instelling, en wordt sedert 2004 geleid door directeur-generaal Emile-Louis Bertrand (van PS-signatuur).